# Lugo (Emilia-Romagna)

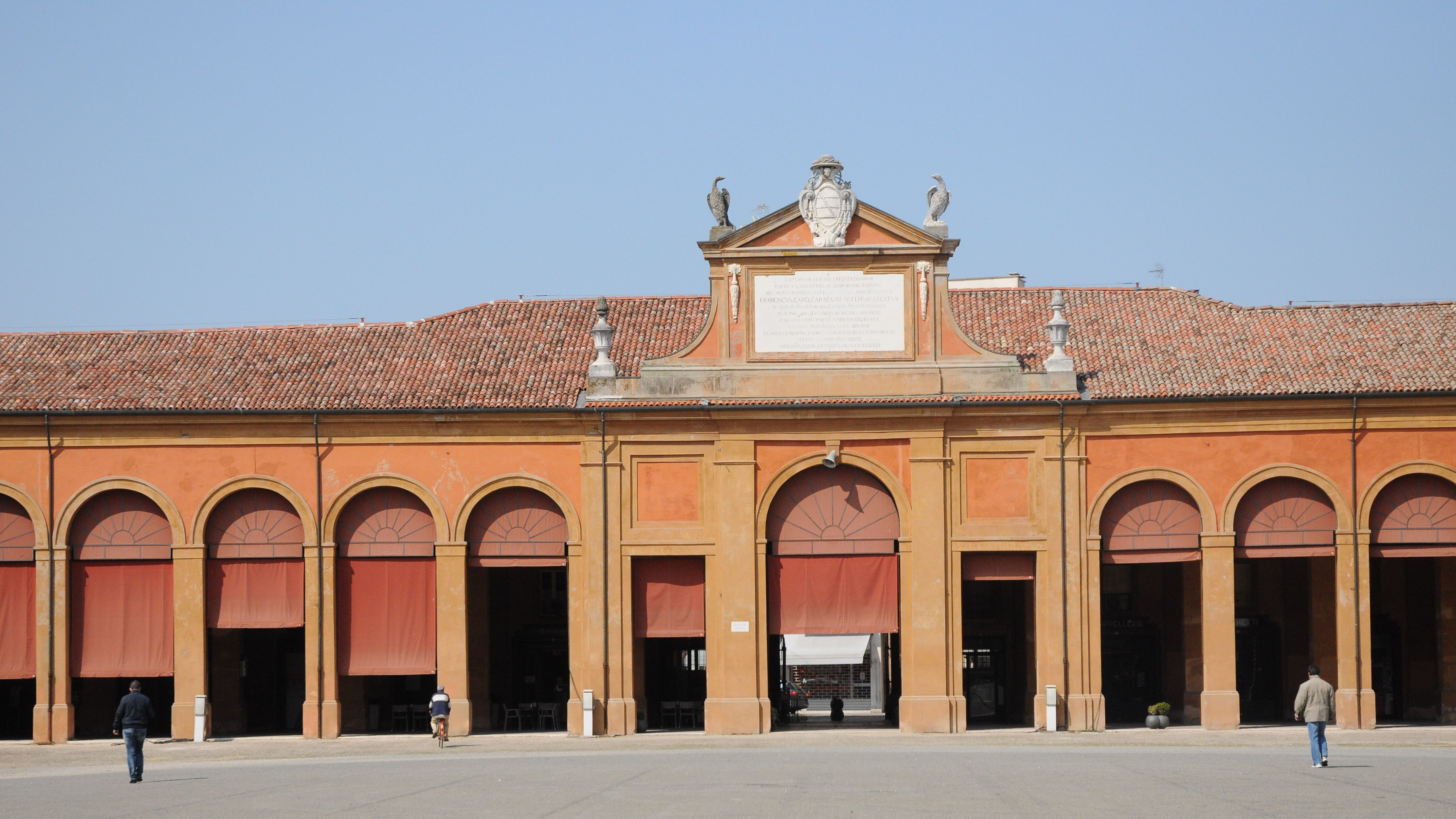
Il Pavaglione

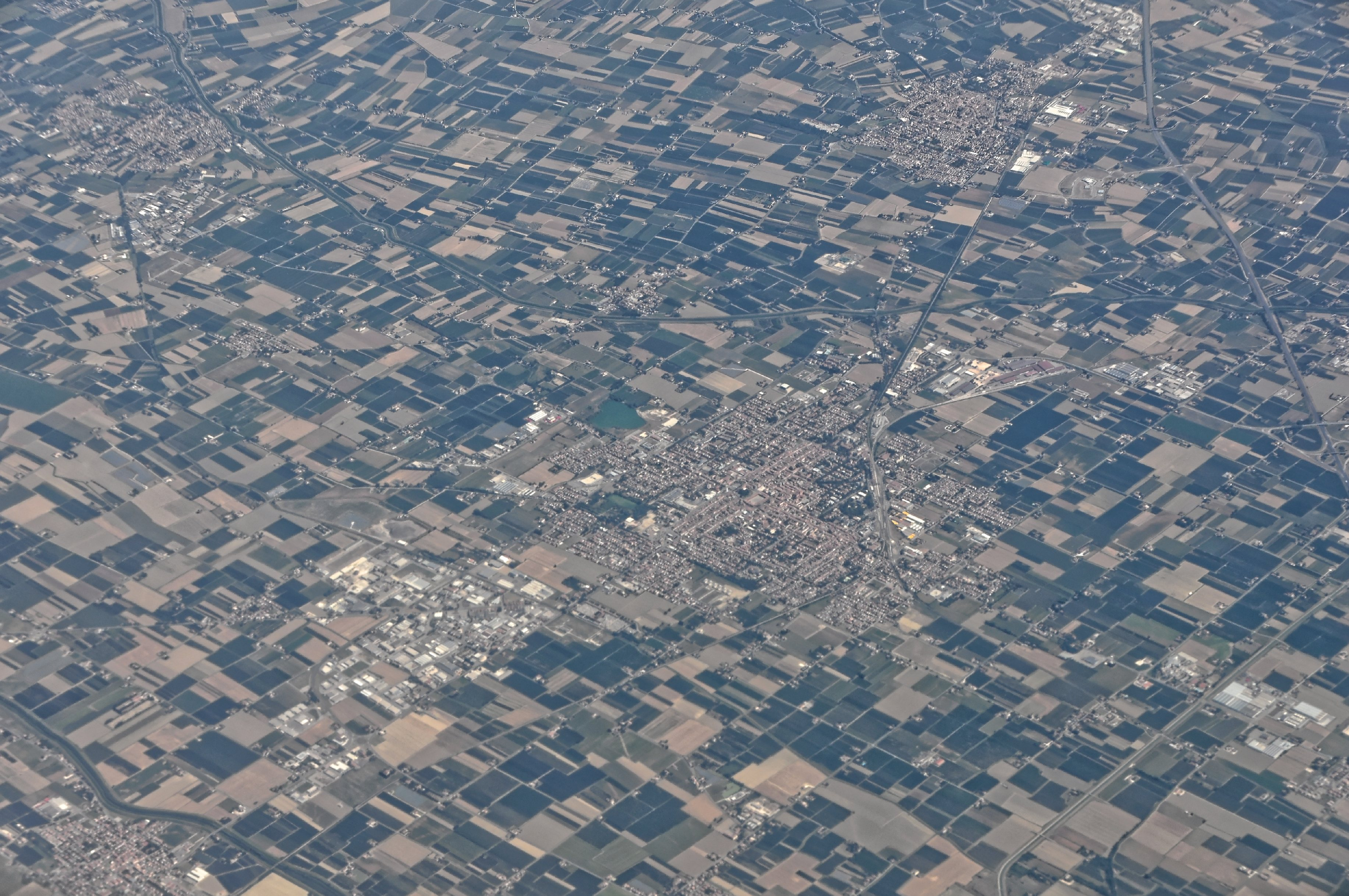
Lugo und das Gebiet aus der Luft

Lugo (früher Lugo di Romagna) ist eine Gemeinde in der Provinz Ravenna mit 32.225 Einwohnern (Stand 31. Dezember 2023) in der italienischen Region Emilia-Romagna.

## Geographie
Lugo liegt zwischen den Flüssen Santerno und Senio im Nordwesten der fruchtbaren Ebene, die Ravenna umgibt.
Ortsteile sind Ascensione, Belricetto, Bizzuno, Cà di Lugo, Campanile, Chiesanuova, Ciribella, Giovecca, Passogatto, San Bernardino, San Lorenzo, Santa Maria in Fabriago, San Potito, Villa San Martino, Viola, Voltana und Zagonara.
Die Nachbargemeinden sind: Alfonsine, Bagnacavallo, Bagnara di Romagna, Conselice, Cotignola, Fusignano, Massa Lombarda, Mordano (BO) und Sant’Agata sul Santerno.
Lugo ist ein Zentrum des Obstanbaus.

## Geschichte
Lugo wurde erstmals im Jahr 782 von Papst Hadrian I. gegenüber Karl dem Großen unter Verweis auf die Pippinsche Schenkung erwähnt. Im Jahr 1161 war die Stadt ein Lehen der Grafen von Cunio, aber 1202 fiel sie wieder an den Kirchenstaat. Später war sie im Besitz der da Polenta, Pepoli, Visconti und Este; letztere besaßen sie bis 1597, als die Stadt erneut dem Kirchenstaat einverleibt wurde. 1859 kam die Stadt zum Königreich Italien. Während des Zweiten Weltkriegs bildete der Fluss Senio von Dezember 1944 bis zum 10. April 1945 die Frontlinie zwischen der deutschen und der alliierten Besatzungszone. Die Stadt wurde von der 1. Jaipur-Infanterie befreit. In der Stadt wurde ein Denkmal für die Jaipur-Infanterie errichtet.
Am 19. Januar 1992 drang der Lugo-Bolide bei Lugo stark aufleuchtend in die Erdatmosphäre ein.

## Veranstaltungen
Jeden Mittwoch findet im Pavaglione aus dem späten 18. Jahrhundert und seiner Umgebung einer der größten Märkte Italiens mit über 600 Anbietern statt.

## Söhne und Töchter der Stadt
- Francesco Bertazzoli (1754–1830), Geistlicher, Bischof und Kardinal
- Giuseppe Compagnoni (1754–1833), schlug 1797 dem Cisalpinischem Parlament die heutige italienische Fahne vor
- Giuseppe Decavanti (1779–1825), Opernsänger in Dresden´
- Agostino Codazzi (1793–1859), Militär, Geograf und Kartograf, tätig in Venezuela und Kolumbien
- Gregorio Ricci-Curbastro (1853–1925), Mathematiker
- Gaetano Manzoni (1871–1937), Diplomat und Politiker
- Francesco Baracca (1888–1918), erfolgreichster italienischer Jagdflieger des Ersten Weltkriegs
- Fabio Taglioni (1920–2001), Motorrad-Konstrukteur
- Ermes Muccinelli (1927–1994), Fußballspieler
- Teodoro Zeccoli (1929–2018), Automobilrennfahrer
- Eugenio Dal Corso (1939–2024), Ordensgeistlicher, Bischof von Benguela und Kardinal
- Angela Ricci Lucchi (1942–2018), Dokumentar- und Experimentalfilmerin
- Mario Lega (* 1949), Motorradrennfahrer
- Paolo Ravaglia (* 1959), Klarinettist
- Pierluigi Martini (* 1961), Formel-1-Rennfahrer
- John De Leo (* 1970), Sänger und Komponist
- Cristian Gasperoni (* 1970), Radrennfahrer
- Mirko Valdifiori (* 1986), Fußballspieler
- Fabio Scozzoli (* 1988), Schwimmer